# Dolichoderus mesonotalis
Dolichoderus mesonotalis är en myrart som beskrevs av Auguste-Henri Forel 1907. Dolichoderus mesonotalis ingår i släktet Dolichoderus och familjen myror. Inga underarter finns listade i Catalogue of Life.